# Óscar Pujol Muñoz
Óscar Pujol Muñoz (Terrassa, 16 d'octubre de 1983) és un ciclista català, fill del també ciclista Joan Pujol Pagès. Professional des del 2008, actualment ja no es dedica al ciclisme professional, en lloc de competir dirigeix el canal de Youtube Global Cycling Network en español.

## Biografia

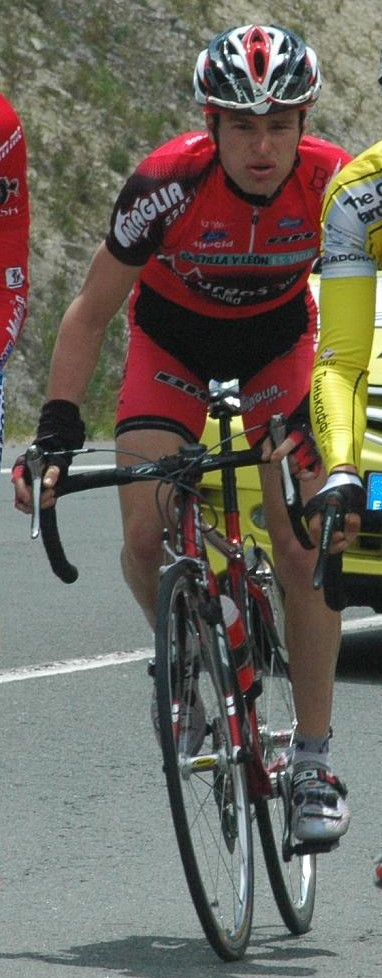
Óscar Pujol a l'Euskal Bizikleta de 2008

Als 11 anys Óscar Pujol va traslladar-se a viure a Valladolid (Espanya), on es va formar com a ciclista.
És un dels productes del planter de ciclistes de la Fundació Provincial Esportiva Víctor Sastre, situada a El Barraco (província d'Àvila).
Va debutar com a professional l'any 2008, amb l'equip Burgos Monumental, després d'anys de competir en l'Elit amb els equips Cafés Baqué, Diputación de Ávila (l'equip d'aficionats de Sastre) i Azpiru.
El 2009 va fitxar pel recent creat equip suís Cervélo TestTeam, de categoria continental professional, de la mà de Carlos Sastre. Dos anys més tard, el 2011, va fitxar per dues temporades per l'Omega Pharma-Lotto, de categoria UCI World Tour, però només hi va poder passar una temporada degut a la separació dels patrocinadors de l'equip, unint-se el primer amb Quick Step i el segon formant un nou equip, el Lotto-Belisol, quedant-se conseqüentment, Pujol, sense contracte.
L'abril de 2012, en no tenir cap oferta d'un equip europeu, Pujol va fitxar pel conjunt iranià Azad University Cross Team gràcies al ciclista malai Ng Yong Li, que Pujol havia conegut al Tour de Langkawi temps enrere i que contactar a través d'uns blocaires i després a través de Facebook. En aquest equip és on ha assolit el primer lloc en la classificació general de la Volta al Singkarak de 2012.
El 2015, després d'haver passat per diferents equips asiàtics, va fitxar per l'equip japonès del Team Ukyo.
El 2016 aconsegueix la victòria final a la prestigiosa Volta al Japó, i al Tour de Kumano. El 2017 repeteix victòria a la Volta al Japó.

## Palmarès
- 2006
  - 2n a la Volta a Cantàbria i vencedor d'una etapa
  - 3r a la Volta a Salamanca i vencedor de dues etapes
- 2007
  - 1r a l'Aiztondo Klasica
  - 1r a la Lazkaoko Proba
  - 1r al Premio San Pedro d'Irún
  - 1r al GP Virgen De Dorleta Gatzaga
  - 2n al GP Macario
  - 3r a l'Essor Basque
  - 3r a la Route de l'Atlantique
  - Vencedor d'una etapa a la Bizkaiko Bira
  - Vencedor d'una etapa a la Volta a Navarra
- 2010
  - Campió de la classificació de la muntanya a la Volta a Colònia
- 2012
  - 1r a la Volta al Singkarak, vencedor d'una etapa i campió de les classificació per punts i de la muntanya
  - 2n al Tour de l'Ijen
- 2014
  - Vencedor d'una etapa a la Volta al Singkarak
- 2016
  - 1r a la Volta al Japó i vencedor d'una etapa
  - 1r al Tour de Kumano i vencedor d'una etapa
- 2017
  - 1r a la Volta al Japó i vencedor d'una etapa

### Resultats a la Volta a Espanya
- 2010. 66è de la classificació general.